# Venezuela op de Olympische Zomerspelen 2024
Venezuela nam deel aan de Olympische Zomerspelen 2024 in Parijs, Frankrijk.

## Aantal deelnemers
Hieronder volgt een overzicht van de atleten die deelnamen aan de Olympische Zomerspelen van 2024.
| Sport         | Mannen | Vrouwen | Totaal |
| ------------- | ------ | ------- | ------ |
| Atletiek      | 2      | 4       | 6      |
| Boksen        | 1      | 1       | 2      |
| Gewichtheffen | 2      | 3       | 5      |
| Judo          | 0      | 1       | 1      |
| Paardensport  | 1      | 1       | 2      |
| Schermen      | 4      | 1       | 5      |
| Schietsport   | 2      | 0       | 2      |
| Taekwondo     | 1      | 0       | 1      |
| Wielersport   | 1      | 0       | 1      |
| Worstelen     | 2      | 2       | 4      |
| Zwemmen       | 2      | 1       | 3      |
| Totaal        | 18     | 14      | 32     |

## Deelnemers en resultaten

### Atletiek

#### Loopnummers
Mannen
| atleet             | onderdeel | series  | series | herkansingen | herkansingen | halve finale   | halve finale   | finale         | finale         |
| atleet             | onderdeel | tijd    | rang   | tijd         | rang         | tijd           | rang           | tijd           | rang           |
| ------------------ | --------- | ------- | ------ | ------------ | ------------ | -------------- | -------------- | -------------- | -------------- |
| José Antonio Maita | 800 m     | 1.48,02 | 8      | 1.46,44      | 3            | niet geplaatst | niet geplaatst | niet geplaatst | niet geplaatst |

Vrouwen
| atlete        | onderdeel    | series   | series | herkansingen   | herkansingen   | halve finale   | halve finale   | finale         | finale         |
| atlete        | onderdeel    | tijd     | rang   | tijd           | rang           | tijd           | rang           | tijd           | rang           |
| ------------- | ------------ | -------- | ------ | -------------- | -------------- | -------------- | -------------- | -------------- | -------------- |
| Joselyn Brea  | 1500 m       | 4.13,17  | 15 H   | 4.05,93        | 6              | niet geplaatst | niet geplaatst | niet geplaatst | niet geplaatst |
| Joselyn Brea  | 5000 m       | 15.02,89 | 8 Q    | n.v.t.         | n.v.t.         | n.v.t.         | n.v.t.         | 15.17,04       | 15             |
| Yoveinny Mota | 100 m horden | DSQ      | DSQ    | niet geplaatst | niet geplaatst | niet geplaatst | niet geplaatst | niet geplaatst | niet geplaatst |

#### Technische nummers
Mannen
| atleet           | onderdeel        | kwalificaties | kwalificaties | finale         | finale         |
| atleet           | onderdeel        | afstand       | rang          | afstand        | rang           |
| ---------------- | ---------------- | ------------- | ------------- | -------------- | -------------- |
| Leodan Torrealba | hinkstapspringen | 16,18 m       | 29            | niet geplaatst | niet geplaatst |

Vrouwen
| atlete           | onderdeel        | kwalificaties | kwalificaties | finale     | finale  |
| atlete           | onderdeel        | afstand       | rang          | afstand    | rang    |
| ---------------- | ---------------- | ------------- | ------------- | ---------- | ------- |
| Rosa Rodríguez   | hamerslingeren   | 71,76 m       | 10 q          | 72,98 m SB | 8       |
| Yulimar Rojas    | hinkstapspringen | forfait       | forfait       | forfait    | forfait |
| Robeilys Peinado | polsstokspringen | 4,40 m        | 12 q          | 4,60 m SB  | 10      |

### Boksen
Mannen
| atleet     | onderdeel     | eerste ronde         | tweede ronde         | kwartfinale          | halve finale         | finale               | rang           |
| atleet     | onderdeel     | tegenstander uitslag | tegenstander uitslag | tegenstander uitslag | tegenstander uitslag | tegenstander uitslag | rang           |
| ---------- | ------------- | -------------------- | -------------------- | -------------------- | -------------------- | -------------------- | -------------- |
| Jesús Cova | weltergewicht | bye                  | Sinsiri V 0 - 5      | niet geplaatst       | niet geplaatst       | niet geplaatst       | niet geplaatst |

Vrouwen
| atleet         | onderdeel    | eerste ronde         | tweede ronde         | kwartfinale          | halve finale         | finale               | rang           |
| atleet         | onderdeel    | tegenstander uitslag | tegenstander uitslag | tegenstander uitslag | tegenstander uitslag | tegenstander uitslag | rang           |
| -------------- | ------------ | -------------------- | -------------------- | -------------------- | -------------------- | -------------------- | -------------- |
| Omailyn Alcalá | vedergewicht | Szeremata V 1 - 4    | niet geplaatst       | niet geplaatst       | niet geplaatst       | niet geplaatst       | niet geplaatst |

### Gewichtheffen
Mannen
| atleet              | onderdeel | trekken | trekken | stoten | stoten | totaal | rang |
| atleet              | onderdeel | score   | rang    | score  | rang   | totaal | rang |
| ------------------- | --------- | ------- | ------- | ------ | ------ | ------ | ---- |
| Julio Mayora        | -73 kg    | 152     | 5       | NM     | NM     | DNF    | DNF  |
| Keydomar Vallenilla | -89 kg    | 162     | 10      | 196    | 8      | 358    | 8    |

Vrouwen
| atlete                          | onderdeel | trekken | trekken | stoten | stoten | totaal | rang |
| atlete                          | onderdeel | score   | rang    | score  | rang   | totaal | rang |
| ------------------------------- | --------- | ------- | ------- | ------ | ------ | ------ | ---- |
| Katherin Oriana Echandia Zárate | -49 kg    | 83      | 9       | 105    | 9      | 188    | 9    |
| Anyelin Venegas                 | -59 kg    | 102     | 6       | 128    | 6      | 230    | 4    |
| Naryury Pérez                   | +81 kg    | 114     | 10      | 145    | 7      | 259    | 8    |

### Judo
Vrouwen
| atleet             | onderdeel | eerste ronde         | tweede ronde         | kwartfinale          | halve finale         | herkansing           | finale / BM          | finale / BM    |
| atleet             | onderdeel | tegenstander uitslag | tegenstander uitslag | tegenstander uitslag | tegenstander uitslag | tegenstander uitslag | tegenstander uitslag | rang           |
| ------------------ | --------- | -------------------- | -------------------- | -------------------- | -------------------- | -------------------- | -------------------- | -------------- |
| Anriquelis Barrios | −63 kg    | Belkadi V 00 - 01    | niet geplaatst       | niet geplaatst       | niet geplaatst       | niet geplaatst       | niet geplaatst       | niet geplaatst |

### Paardensport

#### Dressuur
| ruiter            | paard          | onderdeel   | Grand Prix | Grand Prix | Grand Prix Special | Grand Prix Special | Grand Prix Freestyle | Grand Prix Freestyle | totaal         | totaal         |
| ruiter            | paard          | onderdeel   | score      | rang       | score              | rang               | technisch            | artistiek            | uitslag        | rang           |
| ----------------- | -------------- | ----------- | ---------- | ---------- | ------------------ | ------------------ | -------------------- | -------------------- | -------------- | -------------- |
| Patricia Ferrando | Honnaisseur SJ | individueel | 67,143     | 7          | n.v.t.             | n.v.t.             | niet geplaatst       | niet geplaatst       | niet geplaatst | niet geplaatst |

#### Jumping
| ruiter                   | paard   | onderdeel   | kwalificatie | kwalificatie | finale         | finale         | finale         |
| ruiter                   | paard   | onderdeel   | strafpunten  | rang         | strafpunten    | tijd           | rang           |
| ------------------------ | ------- | ----------- | ------------ | ------------ | -------------- | -------------- | -------------- |
| Luis Fernando Larrázabal | Condara | individueel | 20           | 63           | niet geplaatst | niet geplaatst | niet geplaatst |

### Schermen
Mannen
| atleet                                                     | onderdeel  | eerste ronde         | tweede ronde         | derde ronde          | kwartfinale          | halve finale                     | finale / BM                            | finale / BM    |
| atleet                                                     | onderdeel  | tegenstander uitslag | tegenstander uitslag | tegenstander uitslag | tegenstander uitslag | tegenstander uitslag             | tegenstander uitslag                   | rang           |
| ---------------------------------------------------------- | ---------- | -------------------- | -------------------- | -------------------- | -------------------- | -------------------------------- | -------------------------------------- | -------------- |
| Francisco Limardo                                          | degen      | bye                  | Wang Z V 12 - 15     | niet geplaatst       | niet geplaatst       | niet geplaatst                   | niet geplaatst                         | niet geplaatst |
| Rubén Limardo                                              | degen      | bye                  | Andrásfi V 10 - 15   | niet geplaatst       | niet geplaatst       | niet geplaatst                   | niet geplaatst                         | niet geplaatst |
| Grabiel Lugo                                               | degen      | Zhang W 15 - 11      | Koch W 15 - 10       | Andrásfi V 12 - 13   | niet geplaatst       | niet geplaatst                   | niet geplaatst                         | niet geplaatst |
| Francisco Limardo Rubén Limardo Jesús Limardo Grabiel Lugo | degen team | n.v.t.               | n.v.t.               | n.v.t.               | Japan V 33 - 39      | Plaatsing 5 - 8 Italië V 34 - 45 | Wedstrijd om plaats 7 Egypte W 41 - 35 | 7              |

Vrouwen
| atleet            | onderdeel | eerste ronde         | tweede ronde         | derde ronde          | kwartfinale          | halve finale         | finale / BM          | finale / BM    |
| atleet            | onderdeel | tegenstander uitslag | tegenstander uitslag | tegenstander uitslag | tegenstander uitslag | tegenstander uitslag | tegenstander uitslag | rang           |
| ----------------- | --------- | -------------------- | -------------------- | -------------------- | -------------------- | -------------------- | -------------------- | -------------- |
| Khaterine Paredes | sabel     | Márton V 10 - 15     | niet geplaatst       | niet geplaatst       | niet geplaatst       | niet geplaatst       | niet geplaatst       | niet geplaatst |

### Schietsport
Mannen
| atleet          | onderdeel            | kwalificaties | kwalificaties | finale         | finale         |
| atleet          | onderdeel            | punten        | rang          | punten         | rang           |
| --------------- | -------------------- | ------------- | ------------- | -------------- | -------------- |
| Douglas Gómez   | 25 m snelvuurpistool | 569           | 29            | niet geplaatst | niet geplaatst |
| Leonel Martínez | trap                 | 116           | 28            | niet geplaatst | niet geplaatst |

### Taekwondo
Mannen
| atleet           | onderdeel | kwalificatie         | eerste ronde                  | kwartfinale          | halve finale         | herkansing               | finale / BM          | finale / BM    |
| atleet           | onderdeel | tegenstander uitslag | tegenstander uitslag          | tegenstander uitslag | tegenstander uitslag | tegenstander uitslag     | tegenstander uitslag | rang           |
| ---------------- | --------- | -------------------- | ----------------------------- | -------------------- | -------------------- | ------------------------ | -------------------- | -------------- |
| Yohandri Granado | -58 kg    | bye                  | Park T-j V 0 - 2 (0-12, 0-12) | niet geplaatst       | niet geplaatst       | Ravet V 0 - 2 (1-2, 2-6) | niet geplaatst       | niet geplaatst |

### Wielersport

#### Wegwielrennen
Mannen
| atleet       | onderdeel    | tijd    | rang |
| ------------ | ------------ | ------- | ---- |
| Orluis Aular | wegwedstrijd | 6.26.57 | 53   |

### Worstelen

#### Grieks-Romeinse stijl
Mannen
| atleet           | onderdeel | eerste ronde         | kwartfinale          | halve finale         | herkansing           | finale / BM          | finale / BM |
| atleet           | onderdeel | tegenstander uitslag | tegenstander uitslag | tegenstander uitslag | tegenstander uitslag | tegenstander uitslag | rang        |
| ---------------- | --------- | -------------------- | -------------------- | -------------------- | -------------------- | -------------------- | ----------- |
| Raiber Rodríguez | −60 kg    | Mammadov W 3 - 1PP   | Cao L V 1 - 3PP      | niet geplaatst       | Mohamed W 4 - 1SP    | Ri S-u V 0 - 4ST     | 5           |

#### Vrije stijl
Mannen
| atleet          | onderdeel | eerste ronde         | kwartfinale          | halve finale         | herkansing           | finale / BM          | finale / BM    |
| atleet          | onderdeel | tegenstander uitslag | tegenstander uitslag | tegenstander uitslag | tegenstander uitslag | tegenstander uitslag | rang           |
| --------------- | --------- | -------------------- | -------------------- | -------------------- | -------------------- | -------------------- | -------------- |
| Anthony Montero | −74 kg    | Dake V 0 - 10ST      | niet geplaatst       | niet geplaatst       | niet geplaatst       | niet geplaatst       | niet geplaatst |

Vrouwen
| atlete             | onderdeel | eerste ronde         | kwartfinale          | halve finale         | herkansing           | finale / BM          | finale / BM    |
| atlete             | onderdeel | tegenstander uitslag | tegenstander uitslag | tegenstander uitslag | tegenstander uitslag | tegenstander uitslag | rang           |
| ------------------ | --------- | -------------------- | -------------------- | -------------------- | -------------------- | -------------------- | -------------- |
| Betzabeth Argüello | −53 kg    | Malmgren V 0 - 5VT   | niet geplaatst       | niet geplaatst       | niet geplaatst       | niet geplaatst       | niet geplaatst |
| Soleymi Caraballo  | −57 kg    | Ozaki V 0 - 4ST      | niet geplaatst       | niet geplaatst       | niet geplaatst       | niet geplaatst       | niet geplaatst |

### Zwemmen
Mannen
| atleet         | onderdeel        | series  | series | halve finale   | halve finale   | finale         | finale         |
| atleet         | onderdeel        | tijd    | rang   | tijd           | rang           | tijd           | rang           |
| -------------- | ---------------- | ------- | ------ | -------------- | -------------- | -------------- | -------------- |
| Alberto Mestre | 50 m vrije slag  | 22,02   | 21     | niet geplaatst | niet geplaatst | niet geplaatst | niet geplaatst |
| Alberto Mestre | 100 m vrije slag | 49,51   | 37     | niet geplaatst | niet geplaatst | niet geplaatst | niet geplaatst |
| Alfonso Mestre | 400 m vrije slag | 3.48,20 | 19     | n.v.t.         | n.v.t.         | niet geplaatst | niet geplaatst |
| Alfonso Mestre | 800 m vrije slag | 8.12,03 | 29     | n.v.t.         | n.v.t.         | niet geplaatst | niet geplaatst |

Vrouwen
| atleet       | onderdeel        | series  | series | halve finale   | halve finale   | finale         | finale         |
| atleet       | onderdeel        | tijd    | rang   | tijd           | rang           | tijd           | rang           |
| ------------ | ---------------- | ------- | ------ | -------------- | -------------- | -------------- | -------------- |
| María Yegres | 200 m vrije slag | 2.00,66 | 20     | niet geplaatst | niet geplaatst | niet geplaatst | niet geplaatst |